# 新特羅伊茨凱 (科米舒瓦哈市鎮)
47°47′21″N 35°43′58″E / 47.78917°N 35.73278°E
新特羅伊茨凱（烏克蘭語：Новотроїцьке），或按俄语名譯為新特罗茨科耶，是位於烏克蘭東南部的村莊，由扎波羅熱州扎波羅熱区的科梅舒瓦哈市镇負責管轄。該村始建於1870年，面積2.23平方公里，海拔高度116米，2001年人口355，人口密度每平方公里159.5人。